# Juan Odilón Martínez García
Juan Odilón Martínez García (ur. 29 kwietnia 1949 w Santa Ana) – meksykański duchowny rzymskokatolicki, w latach 2010-2024  biskup Atlacomulco.

## Życiorys
Święcenia kapłańskie przyjął 29 czerwca 1974 i został inkardynowany do diecezji Toluca. Przez kilka lat pracował duszpastersko, zaś w 1981 został wykładowcą seminarium w Toluce. W 1997 objął urząd rektora tejże uczelni.
30 kwietnia 2010 został mianowany biskupem Atlacomulco. Sakry biskupiej udzielił mu 28 lipca 2010 kard. Francisco Robles Ortega, metropolita Monterrey. 3 lipca 2024 papież Franciszek przyjął jego rezygnację z urzędu biskupa Atlacomulco złożoną ze względu na wiek. 